# Diastereomer
Diastereomery, též diastereoizomery, jsou stereoizomery, které mají rozdílné konfigurace na jednom nebo více (ale ne na všech) stereocentrech a nejsou si navzájem zrcadlovými obrazy. Pokud se od sebe dva diastereomery liší pouze konfigurací na jednom centru, tak se jedná o epimery.
Každé stereocentrum poskytuje dvě možné konfigurace, celkový počet možných stereoizomerů je tak 2n, kde n je počet stereocenter.
Diastereomery se liší od dvojic stereoizomerů, u nichž jsou rozdílné konfigurace na všech stereocentrech a jedná se tak o zrcadlové obrazy. Enantiomery sloučeniny s více než jedním stereocentrem jsou rovněž diastereomery těch stereoizomerů této sloučeniny, které nejsou jejich zrcadlovými obrazy.
Diastereomery mají, na rozdíl od enantiomerů, rozdílné fyzikální vlastnosti a různou reaktivitu.
Vlastnost některých organických reakcí, při nichž vzniká jeden (nebo více) diastereomer ve větším množství než ostatní, se nazývá diastereoselektivita.

## Druhy diastereomerů

### Syn / anti
Pokud může jednoduchá vazba mezi centry rotovat, pak nelze použít označení cis/trans. K odlišení diastereomerů na sp3 hybridizovaných vazbách v molekule s otevřeným řetězcem se obvykle používají předpony syn (pokud se skupiny nacházejí na stejné straně vzhledem k vazbě) a anti (pokud se nacházejí na opačných stranách). Tyto předpony popisují pouze relativní (nikoliv absolutní) stereochemii.

### Erythro / threo
Staršími, stále používanými předponami, pro popis diastereomerů jsou threo a erythro. U molekul monosacharidů zobrazených ve Fischerově projekci má erythro izomer dva totožné substituenty na jedné straně, zatímco threo izomer je má na protějších stranách. Tyto předpony by se neměly používat pro jiné látky než monosacharidy, jelikož jejich definice může vést k rozporuplným interpretacím.
Mezi threosloučeniny patří také threonin, jedna z proteinogenních aminokyselin. Jeho erythro diastereomer se nazývá allothreonin.
|                                                 |
| L-threonin (2S,3R) a D-threonin (2R,3S)         |
|                                                 |
| L-allothreonin (2S,3S) a D-allothreonin (2R,3R) |